# 科莫 (新南威爾士州)
科莫（英語：Como），是澳大利亞南悉尼的一個郊區，位於悉尼中心商業區以南27（17英里）處。交通方面有科莫火車站連接東郊及伊拉瓦拉線，35分鐘可達悉尼中央車站。

## 外部連接
- Helen McDonald. . Dictionary of Sydney. 2008  [26 September 2015]. （原始内容存档于2021-06-28）. [CC-By-SA]

34°00′16″S 151°03′50″E / 34.00450°S 151.06379°E